# Сердюк, Николай Дмитриевич
Никола́й Дми́триевич Сердю́к (укр. Микола Дмитрович Сердюк, род. 6 декабря 1956, село Хоружевка, Сумская область) — председатель Одесской облгосадминистрации (6 декабря 2007 — 18 марта 2010).

## Биография
Односельчанин Президента Украины Виктора Ющенко.
Образование высшее. В 1988 году окончил Военную ордена Ленина Краснознаменную академию связи им. С. М. Буденного. Специальность — автоматизированные системы связи, квалификация — офицер с высшим военно-специальным образованием, военный инженер электронной техники.
Служил в Житомирской области, пгт Озерное, с 1988 по 1989 год — командир воинской части. Два года прослужил в Эстонии, с 1991 по 1997 год — начальник связи, а впоследствии командир воинской части в пгт Озерное. С августа 1997 года — командир воинской части в г. Одесса.
С 22 августа 2005 года работает заместителем председателя Одесской областной государственной администрации.
С 2 ноября 2007 года назначен временно исполняющим обязанности председателя Одесской областной государственной администрации.
6 декабря 2007 года Указом Президента Украины Виктора Ющенко был назначен главой Одесской областной государственной администрации.
18 марта 2010 года Указом Президента Украины Виктора Януковича был освобождён от должности.
Государственный служащий 5 ранга.

## Награды
- Орден «За заслуги» III ст. (6 апреля 2009)[1] — за значительный личный вклад в развитие международных транспортных коридоров Украины, обеспечение развития глубоководного судового канала «Дунай — Черное море», многолетний добросовестный труд
- Орден Данилы Галицкого (28 ноября 2006)[2] — за весомый личный вклад в социально-экономическое и культурное развитие Украины, весомые достижения в профессиональной деятельности, многолетний добросовестный труд и по случаю годовщины подтверждения всеукраинским референдумом 1 декабря 1991 Акта провозглашения независимости Украины
- Крест Ивана Мазепы (24 февраля 2010)[3] — за весомый личный вклад в государственное строительство, социально-экономическое, научно — техническое и культурное развитие области, плодотворную общественно — политическую, благотворительную деятельность и по случаю годовщины основания Одесской области